# Bertrando de’ Rossi Senior

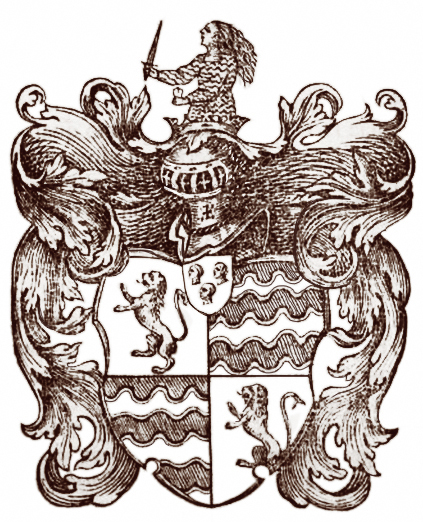
Wappen der Rossis von Parma

Bertrando de’ Rossi (* um 1300; † 1345 in Cremona) war ein italienischer Condottiere.

## Biografie
Bertrando war der Sohn von Rolando de’ Rossi und Agnese di Bonaccorso Ruggeri, der Tochter des Lehensherrn von Felino, und wurde Anfang des 14. Jahrhunderts geboren. Als Neffe von Pietro de’ Rossi, Marsilio de’ Rossi und Ugolino de’ Rossi wurde er auf Betreiben von Azzo da Correggio durch Mastino I. della Scala, den Herrn von Parma aus der Stadt in der Emilia verbannt.

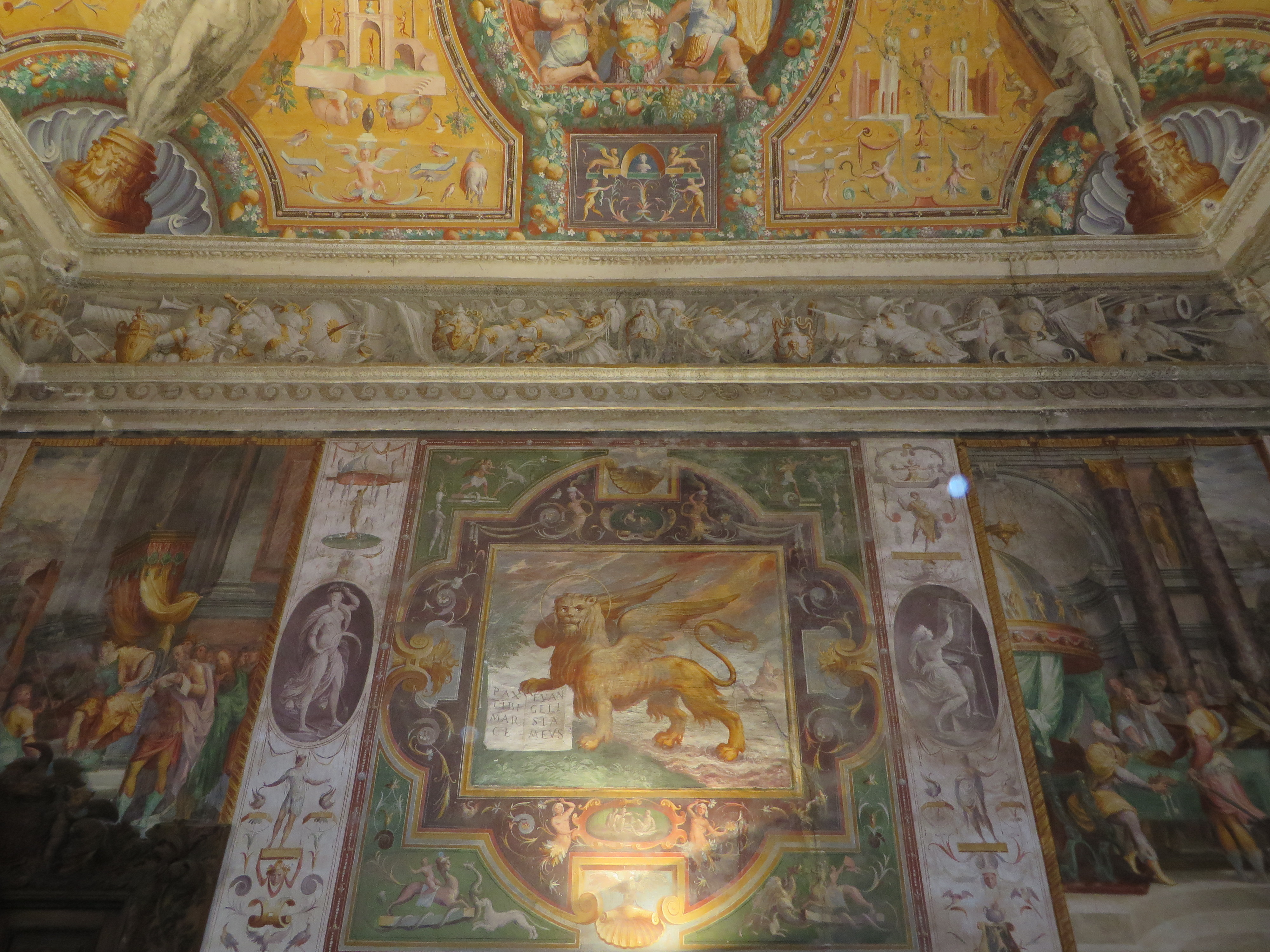
Der Markuslöwe, Symbol der Serenissima, an der Westwand der Sala delle Gesta Rossiane in der Rocca dei Rossi in San Secondo Parmense

Als Bertrando nach der Übergabe von Parma von Azzo da Correggio an Obizzo I. d’Este in die Stadt zurückgekehrt war, war er einer der Protagonisten der Revolte von Parma am 6. April 1345 gegen die Herrschaft der D’Estes. Die Revoluzzer, die sich zum Ziel gesetzt hatten, die Stadt an Luchino Visconti, den Herrn von Mailand, zu übergeben, wurden jedoch besiegt und Bertrando musste überstürzt in die lombardische Hauptstadt, an den Hof der Viscontis, fliehen. Zusammen mit seinem Bruder Giacomo erhielt Bertrando für seine Hingabe für die Sache der Republik Venedig vom Dogen Andrea Dandolo die Bestätigung des Titels eines venezianischen Patriziers für sich und seine Nachkommen, der seinem Vater Rolando für die von ihm der Serenissima geleisteten Dienste verliehen worden war. Den Titel der Serenissima sollten die Rossis über Jahrhunderte behalten. Zur Bestätigung der engen Bindung der Familie an die Stadt Venedig befindet sich in der Sala delle Gesta Rossiane in der Rocca dei Rossi in San Secondo Parmense an der Westwand ein Fresko mit dem Markuslöwen, Symbol der Republik Venedig.
Bertrando starb nur sechs Monate nach der Revolte in sehr jungen Jahren in Cremona. Er wurde in der Dominikanerkirche von Cremona beerdigt und von dort auf Wunsch seines Sohnes Bertrando Junior in die Kirche San Francesco del Prato in Parma in die Familienkapelle umgebettet, da dieser für seinen Vater „eine schöne und ehrenvolle Arche“ wollte.

## Verwandte
Bertrando heiratete Sara di Guglielmo da Camposampiero aus Padua und hatte mit ihr zwei Kinder:
- Caterina, die Leonardo Malaspina, den Markgrafen von Gragnola, heiratete.
- Bertrando Junior (1336–1396), der seinem Onkel Giacomo als Graf von San Secondo nachfolgte.